# Hockey Club Asiago 2009-2010
Questa pagina contiene i dati relativi alla stagione hockeystica 2009-2010 della società di hockey su ghiaccio HC Asiago.

## Piazzamento
- Campionato: 1º posto in serie A1 e conquista del secondo scudetto.   (3° in regular season).

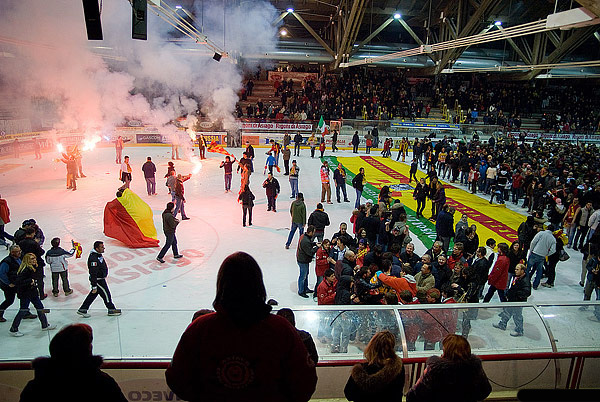
Festeggiamenti al Pala Hodegart di Asiago per la conquista del secondo titolo tricolore (15/04/2010)

- Semifinalista di Coppa Italia.

## Roster

### Portieri
| Numero | Naz.                                  | Giocatore          |
| ------ | ------------------------------------- | ------------------ |
| 30     | Canada (bandiera) · Italia (bandiera) | Daniel Bellissimo  |
| 31     | Italia (bandiera)                     | Gianfilippo Pavone |
| 1      | Italia (bandiera)                     | Alessandro Tura    |

### Difensori
| Numero | Naz.                                       | Giocatore              |
| ------ | ------------------------------------------ | ---------------------- |
| 96     | Italia (bandiera)                          | Michele Strazzabosco A |
| 4      | Finlandia (bandiera)                       | Mika Lehtinen          |
| 44     | Canada (bandiera) · Italia (bandiera)      | Nick Plastino          |
| 3      | Canada (bandiera) · Italia (bandiera)      | Carter Trevisani       |
| 60     | Italia (bandiera)                          | Marco Rossi            |
| 51     | Italia (bandiera)                          | Enrico Miglioranzi     |
| 19     | Stati Uniti (bandiera) · Italia (bandiera) | Matt De Marchi         |

### Attaccanti
| Numero | Naz.                                  | Giocatore          |
| ------ | ------------------------------------- | ------------------ |
| 8      | Canada (bandiera) · Italia (bandiera) | John Parco C       |
| 9      | Italia (bandiera)                     | Nicola Tessari     |
| 14     | Italia (bandiera)                     | Matteo Tessari     |
| 27     | Canada (bandiera)                     | Michael Henrich    |
| 11     | Italia (bandiera)                     | Mirko Presti       |
| 17     | Canada (bandiera)                     | Ralph Intranuovo   |
| 18     | Canada (bandiera)                     | Layne Ulmer        |
| 55     | Italia (bandiera)                     | Federico Benetti A |
| 78     | Italia (bandiera)                     | Filippo Busa       |
| 10     | Canada (bandiera)                     | Dave Borrelli      |
| 13     | Italia (bandiera)                     | Michele Stevan     |
| 12     | Stati Uniti (bandiera)                | Joe Zappala        |
| 89     | Italia (bandiera)                     | Claudio Isabella   |
| 6      | Canada (bandiera)                     | Vince Bellissimo   |

### Allenatore
John Harrington (dalla finale scudetto John Tucker a causa dell'impegno con la nazionale slovena di coach John Harringhton)